# Anzu (demônio)
Anzu, Zu ou Indugude (em sumério: d im-dugud mušen), na mitologia mesopotâmica,  é um demônio e pássaro enorme com cabeça de leão, cujas asas batendo causavam redemoinhos e tempestades de areia. Talvez ele fosse originalmente a personificação de um dos elementos atmosféricos. Outras descrições de Anzu indicam que ele tinha um bico "como uma serra" e, portanto, possivelmente também a cabeça de um pássaro. Na arte neoassíria, uma criatura que combina os elementos de um pássaro e um leão (o chamado leão-dragão) pode representar Anzu ou Asacu.

## Etimologia
O termo anzû é usado (também no plural) para se referir às representações heráldicas do pássaro Anzu em edifícios.

## Mitologia

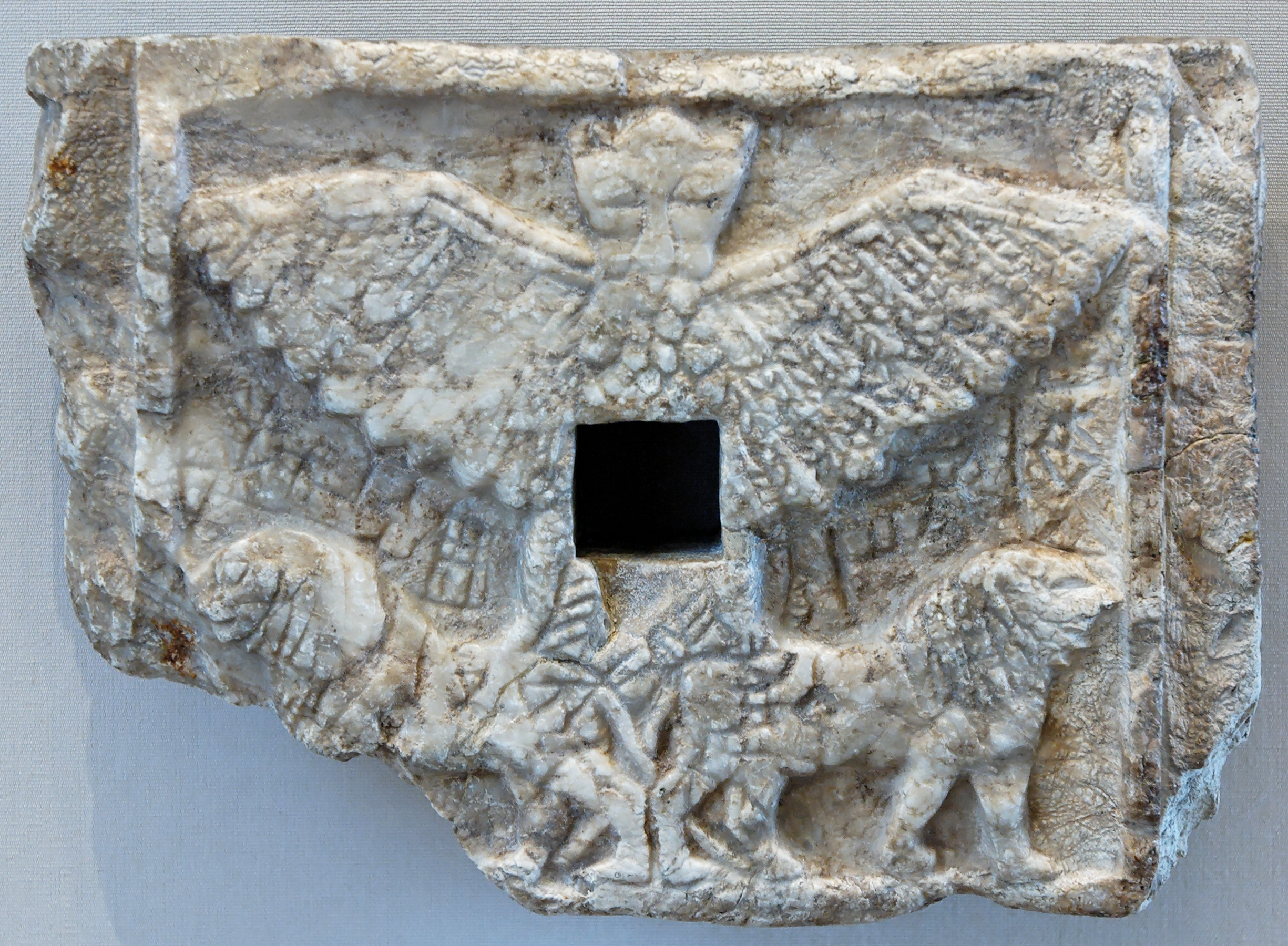
Ladrilho votivo de pedra representando o pássaro Anzu/Indugude durante o reinado de Enmetena, governante de Lagas no Museu do Louvre.

Em um mito mesopotâmico, Indugude ou Anzu rouba a tábua do destino de Enqui (versão suméria) ou Enlil (versão acadiana) e é morto por Ninurta, que eventualmente devolve a tábua ao legítimo proprietário. Este deve ser um mito muito antigo (embora apenas atestado no período da Antiga Babilônia), porque Anzu foi retratado como um animal heráldico relacionado ao deus Ninguirsu já na Estela dos Abutres e também é mencionado em conexão com este deus em um sonho contado por Gudea com Lagas. Acredita-se que essa conexão se deva à derrota do pássaro pelo deus Ninguirsu/Ninurta.

## Poemas e épicos
No poema sumério sobre Lugalbanda (Lugalbanda e o pássaro Anzu)  viajar pelas montanhas Zagros, o protagonista se depara com o filhote de Indugude no ninho, ao qual seus pais logo voltam. Em outro épico sumério Gilgamés, Enquidu e o Submundo, ouvimos falar de Anzu e seu filhote aninhado na sagrada árvore halub que a deusa Inanna plantou em Uruque.